# LSM-1/LSM(R)-Klasse
Die LSM-1/LSM(R)-Klasse war eine in zwei Grundtypen und verschiedenen Varianten gebaute Landungsschiffklasse der U.S. Navy. Beim Grundtyp LSM (Landing Ship Medium) handelte es sich um mittlere Landungsschiffe für Truppen und Fahrzeuge. Die Schiffe des Grundtyps LSM(R) (Landing Ship Medium (Rocket)) waren Landungsunterstützungsschiffe, die mit Raketenwerfern und zum Teil mit Artillerie für den Beschuss von Landungsstränden ausgerüstet waren.
Innerhalb der amphibischen Kräfte der U.S. Navy stellten die LSM einen mittleren Schiffstyp zwischen den kleineren Panzerlandungsbooten (Landing Craft, Tank/LCT) und den größeren Panzerlandungsschiffen (Landing Ship, Tank/LST) dar. Zunächst war für die LSM auch die Bezeichnung LCT(7) (Landing Craft Tank, Typ 7) vorgesehen, bevor die neue Klassifizierung „LSM“ eingeführt wurde.

## Allgemeines

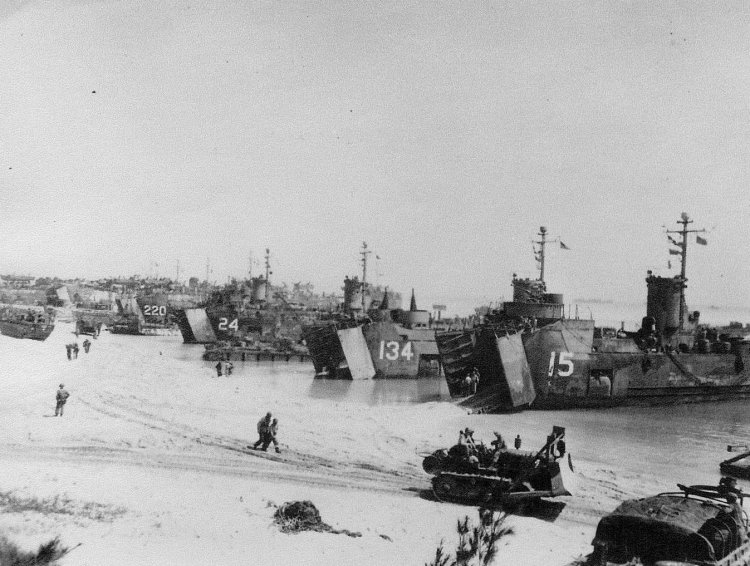
Vier LSM auf Okinawa im August 1945

Zwischen Mai 1944 und November 1945 wurden insgesamt 558 LSM und LSM(R) in Dienst gestellt, die auf verschiedenen amerikanischen Werften gebaut worden waren, davon 498 LSM und 60 LSM (R). Die Schiffe waren einheitlich durchnummeriert (LSM-1 bis LSM-558, dazwischen die LSM(R)). Die Schiffe hatten ursprünglich keine Namen, sondern trugen nur ihre Nummer. Die noch vorhandenen LSM(R) erhielten ab 1955 zusätzlich einen Namen, der auf „River“ endete, z. B. USS LSM(R)-401 Big Black River. 1959 erhielten auch die vier noch aktiven LSM Namen mit geographischem Bezug, z. B. USS LSM-175 Oceanside. Einige für andere Aufgaben umgebaute LSM erhielten zusätzlich zu einer veränderten Kennung auch einen Namen, z. B. wurde aus USS LSM-398 das Sonarversuchsschiff USS Hunting (E-AG-398).

## LSM

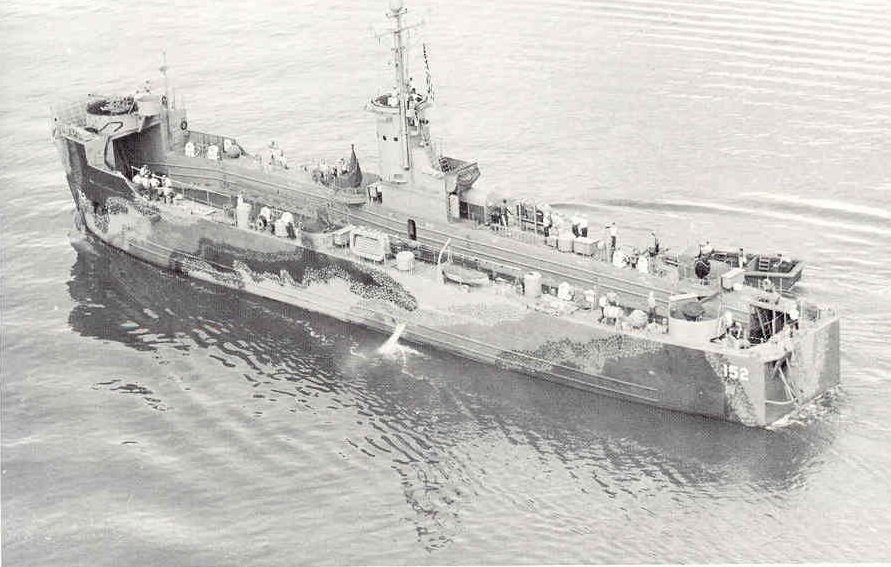
USS LSM-152: Erkennbar sind das offene Ladedeck, die Bewaffnung und der Heckanker

### Allgemeine Daten
Die LSM waren Landungsschiffe mit einer Zuladungskapazität für etwa einen mechanisierten Zug mit drei schweren oder fünf mittleren Panzern oder einigen Amphibienfahrzeugen. Sie verfügten über ein offenes Transportdeck mit einer Bugrampe, die durch zwei Bugklappen abgedeckt war, und über Unterbringungskapazität für 48 Soldaten. Die Bewaffnung bestand bei den ersten Einheiten aus sechs 20-mm-Maschinenkanonen, spätere Schiffe hatten auch ein bis zwei 40-mm-Geschütze. Die Aufbauten waren durch eine leichte Panzerung geschützt.
Die Antriebsanlage bestand aus zwei Fairbanks Morse Dieselmotoren, die zwei Wellen mit Festpropellern antrieben. Der Rumpf bestand aus Stahl und war in neun wasserdichte Abteilungen unterteilt. Außer einem Buganker an Backbord waren die Schiffe mit einem großen Heckanker ausgestattet, der an der Backbordseite des Heckspiegels angeordnet war. Mit diesem Anker konnten sie sich nach einer Landung wieder vom Strand herunterziehen.
Die Besatzung bestand aus fünf Offizieren und 54 Unteroffizieren und Mannschaften.

### Einsatz

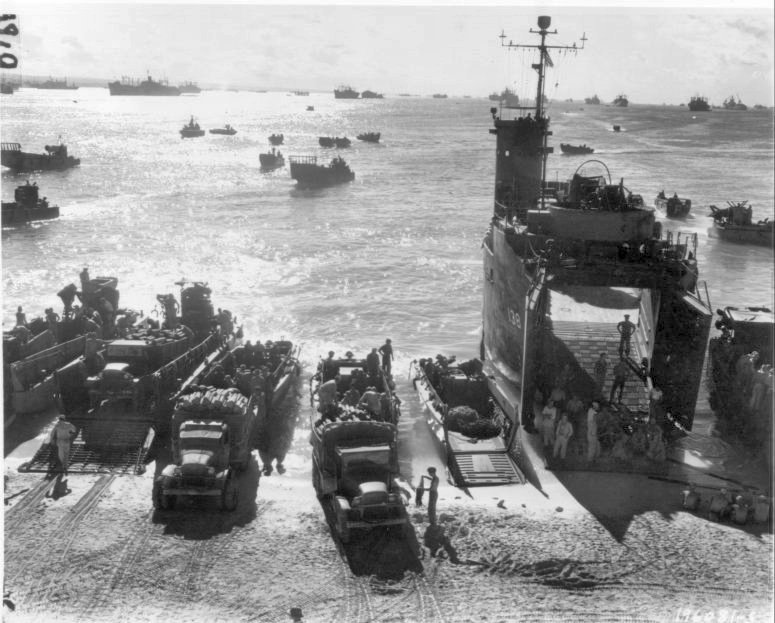
USS LSM-138 mit offenem Bugtor und herabgelassener Rampe klar zur Aufnahme von Fahrzeugen, die von den im Hintergrund liegenden Transportschiffen mit kleinen Landungsbooten an den Strand gebracht werden

Die LSM waren für den Pazifikkrieg entwickelt und gebaut worden und kamen dort auch zum Einsatz, sofern sie bis Kriegsende einsatzbereit waren. Nach dem Ende des Zweiten Weltkriegs und Abschluss logistischer Operationen im Zuge der Besetzung Südostasiens durch alliierte Truppen wurden fast alle LSM außer Dienst gestellt.
Eine kleinere Zahl von LSM wurden im Koreakrieg reaktiviert. Im Vietnamkrieg hat die U.S. Navy keine LSM mehr eingesetzt.
Einige LSM wurden für andere Aufgaben in der US Navy umgebaut und entsprechend umklassifiziert. Dazu gehörten Erprobungsfahrzeuge und Katapultschiffe für Zieldarstellungsdrohnen. LSM-549 bis LSM-552 wurden noch während der Bauphase zu Bergungsschiffen umgebaut und als Salvage Lifting Vessel (ARSD-1 bis ARSD-4) in Dienst gestellt.
1959 waren noch vier LSM in der Ursprungsversion vorhanden und erhielten einen Namen. Sie wurden für logistische Unterstützungsaufgaben der US-Streitkräfte in verschiedenen Regionen, unter anderem in Alaska, eingesetzt und 1965 außer Dienst gestellt.

### Verbleib
Die meisten LSM wurden entweder an andere Marinen abgegeben oder zur zivilen Verwertung verkauft. Von der letztgenannten Gruppe fuhr eine größere Anzahl als Transportschiff insbesondere für Offshore-Bohrarbeiten, andere wurden verschrottet. Einige sind noch heute als Leichter ohne Antriebsanlage im Einsatz.
Die an andere Staaten abgegebenen LSM wurden teilweise nicht als Landungsschiffe verwendet, sondern für andere Aufgaben eingesetzt. Einige wurden zu Minenlegern oder Unterstützungsschiffen für kleinere Boote umgebaut.
Abgaben erfolgten unter anderem an die Marinen folgender Staaten:
- Argentinien
- Chile
- China (Taiwan)
- Dänemark
- Deutschland
- Ecuador
- Frankreich
- Griechenland
- Israel[2]
- Norwegen
- Portugal
- Südkorea
- Südvietnam
- Türkei

Am Ende des chinesischen Bürgerkriegs 1949 sind einige LSM der Marine der Republik China an die der Volksrepublik gefallen. Ebenso sind einige LSM der Marine Südvietnams am Ende des Vietnamkriegs in die Hände des kommunistischen Nordvietnams geraten.

## LSM(R)

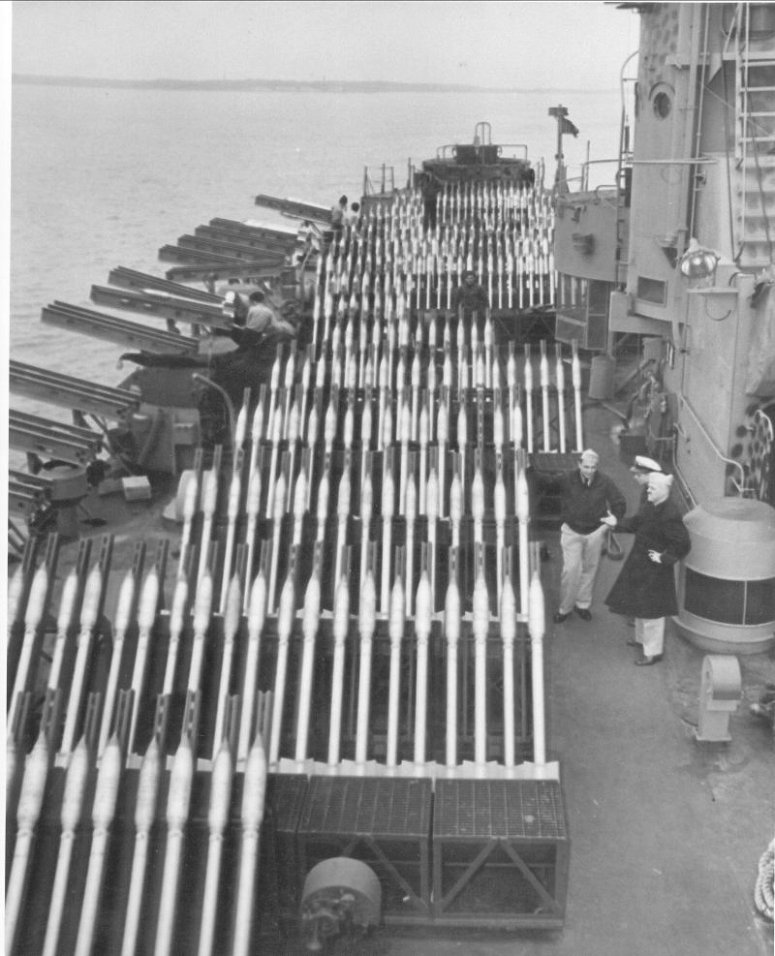
Anordnung der Raketenwerfer auf USS LSM(R)-188. An den seitlichen Werfern wurde jeweils eine Rakete oben und unten an den Schienen befestigt

Bei den zahlreichen Landungsoperationen des Pazifikkriegs zeigte sich ein erheblicher Bedarf an Feuerunterstützung, für den die verfügbaren Kampfschiffe wie Schlachtschiffe, Kreuzer und Zerstörer nicht ausreichten. Deshalb wurden andere Plattformen als Landungsunterstützungsschiffe hergerichtet und mit Artillerie und Raketenwerfern ausgerüstet. Dabei griff man auch auf die in Massenproduktion befindlichen LSM zurück.

### Erstes Baulos
Zunächst wurden im zweiten Halbjahr 1944 zwölf beim Charleston Navy Yard im Bau befindliche LSM mit den Baunummern 188–199 modifiziert und als „Landing Ship Medium (Rocket)/LSM(R)“ klassifiziert. Diese Gruppe wird auch als LSM(R)-188-Klasse bezeichnet. Dafür wurde das Transportdeck geschlossen, um eine große Zahl von Raketenwerfern und einige Rohrwaffen aufstellen zu können. Auf dem so entstandenen Oberdeck und über die Bordwand hinaus an den Deckskanten wurden 75 Raketenwerfer des Typs Mk 36 mit je vier Startschienen und 30 Werfer des Typs Mk 30 mit je sechs Schienen installiert, so dass die Schiffe 480 Raketen gleichzeitig startbereit machen konnten. Um die Werfer neu zu beladen, wurden zweieinhalb Stunden benötigt. Für den Einsatz der Raketen war es notwendig, das Schiff entsprechend zu drehen.
Als Artilleriebewaffnung erhielten diese Schiffe ein 5"/38-Geschütz (127 mm), zwei 40-mm-Geschütze und drei 20-mm-Maschinenkanonen. Das 127-mm-Geschütz war am Heck des Schiffes aufgestellt.
Die Besatzung bestand aus fünf Offizieren und 76 Unteroffizieren und Mannschaften.

### Zweites Baulos

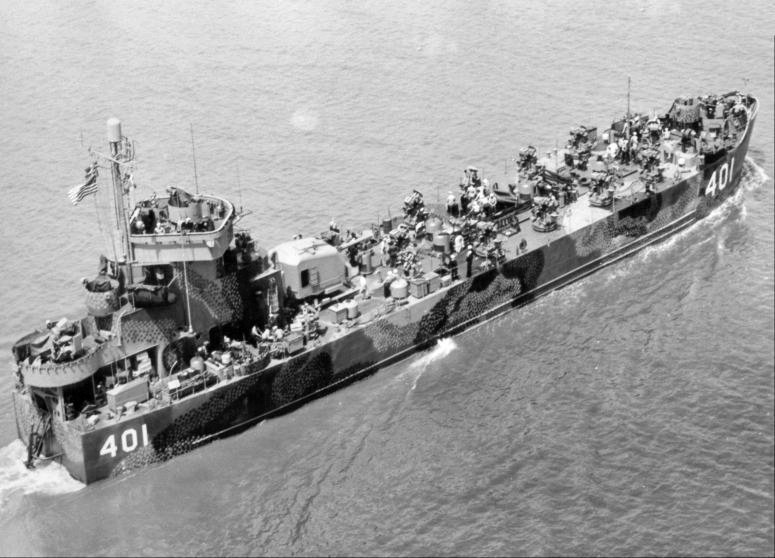
LSM(R)-401 mit gut sichtbarer Anordnung der Bewaffnung

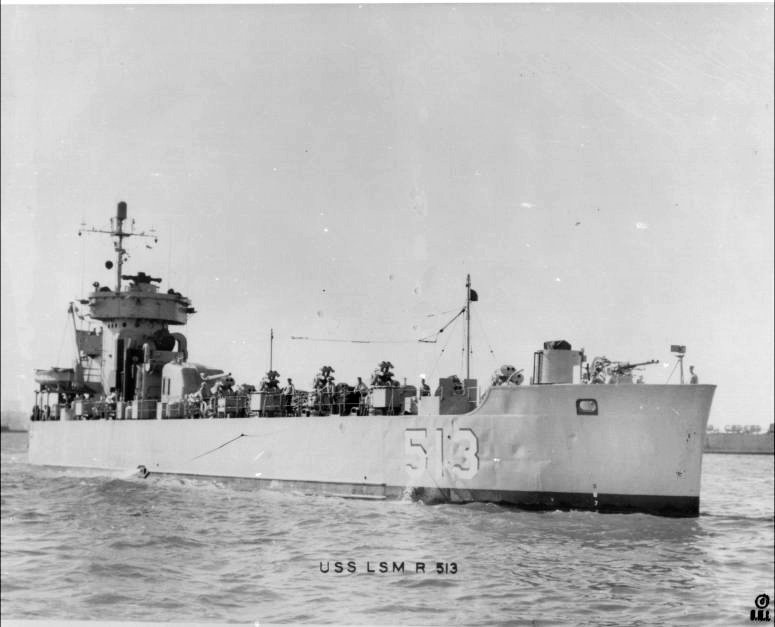
USS Laramie River LSM(R)-513, später als LFR-513 umklassifiziert

Ab Januar 1945 wurde beim US Naval Shipyard, Charleston, S.C. ein zweites Los von wiederum zwölf Schiffen aufgelegt, die im April und Mai als LSM(R)-401–412 in Dienst gestellt und auch als LSM(R)-401-Klasse bezeichnet wurden. Bei diesen Schiffen wurden die Lehren aus der ungünstigen Aufstellung der Bewaffnung beim ersten Los berücksichtigt. Dafür wurden Aufbauten und Bewaffnung neu angeordnet, und sie erhielten ein spitzeres Heck mit einem in der Mitte angeordneten Heckanker. Die Brücke befand sich am Heck, das 127-mm-Geschütz direkt davor. Am Bug und Heck wurde jeweils ein 40-mm-Zwillingsgeschütz installiert. Die Rohrbewaffnung wurde durch eine Anzahl von Maschinenkanonen, schweren und leichten Maschinengewehren ergänzt. An die Stelle der Raketenschienen traten zehn Doppelstartgeräte, die jeweils 30 rotationsstabilisierte 127-mm-Raketen pro Minute verschießen konnten und seitenrichtbar waren. Hinzu kamen vier 4.2"-Mörser (107 mm). Bei einigen Schiffen wurde die Anzahl der Doppelraketenstarter auf acht reduziert.
Rumpf und Antriebsanlage wurden weitgehend beibehalten. Die Schiffe waren etwa 0,8 m länger als die LSM. Aufgrund der veränderten Zuladung verringerte sich die angegebene Reichweite von 4900 auf 3000 sm. Die Besatzung bestand aus sechs Offizieren und 137 Unteroffizieren und Mannschaften.

### Drittes Baulos
Das dritte Los wurde bei der Brown Shipbuilding Co. in Houston, Texas gebaut und bestand aus 36 Schiffen mit den Rumpfnummern 501–536, die auch als LSM(R)-501-Klasse bezeichnet wurden. Die Schiffe wurden zwischen März und November 1945 in Dienst gestellt; die letzten erst nach der japanischen Kapitulation. Sie waren weitgehend baugleich mit dem zweiten Baulos, wobei lediglich auf die Bewaffnung mit Maschinengewehren verzichtet wurde. Die Besatzung bestand ebenfalls aus sechs Offizieren und 137 Unteroffizieren und Mannschaften.

### Einsatz und Verbleib
Von den zwölf Schiffen des ersten Bauloses wurden zwei im Krieg versenkt, die übrigen kurz nach Kriegsende außer Dienst gestellt und zum Abbruch oder zur zivilen Nutzung verkauft. Alle LSM(R) des zweiten und dritten Bauloses blieben noch mindestens bis Mitte der 1950er Jahre aktiv oder als Reserveeinheiten im Bestand der U.S. Navy und erhielten 1955 einen Namen. Während des Koreakriegs waren LSM(R) im aktiven Dienst und wurden zum größeren Teil auch eingesetzt. Am Vietnamkrieg waren noch drei LSM(R) (409, 525, 536) beteiligt.
Ab 1955 wurden einige LSM(R) ausgesondert und an zivile Firmen und fremde Marinen abgegeben. 1969 wurden die noch vorhandenen fünf LSM(R)-401 und sieben LSM(R)-501 in „Inshore Fire Support Ships (LFR)“ umdesigniert. Bis 1973 wurden alle LSM(R) außer Dienst gestellt. Die meisten wurden verschrottet oder entmilitarisiert und an private Firmen abgegeben. Nur drei LSM(R) wurden an andere Marinen abgegeben (527 an Südkorea, 532 und 534 an Deutschland).

## Bundesmarine

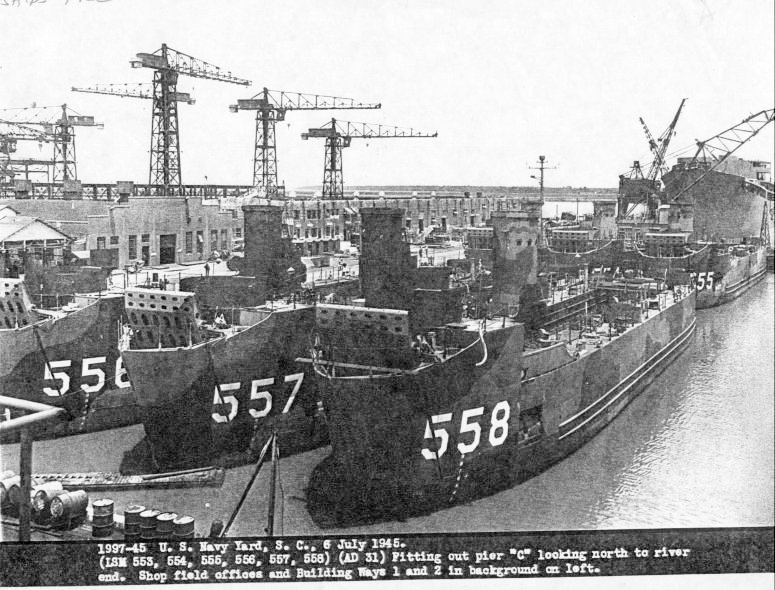
Die letzten LSM in der Endausrüstung im Juli 1945. Vorn LSM-558, später Viper, im Hintergrund LSM-553, später Salamander

Die Bundesmarine erhielt 1958 vier LSM und zwei LSM(R), die zusammen das 2. Landungsgeschwader bildeten. Alle sechs Schiffe hatten nur eine kurze aktive Dienstzeit in der U.S. Navy, und nur eines (LSM-491) hatte am Zweiten Weltkrieg teilgenommen. Die Schiffe wurden am 5. September 1958 in Charleston, S.C. in Dienst gestellt und anschließend im geschlossenen Verband nach Deutschland überführt.
In der Systematik der deutschen Marine handelte es sich bei den LSM/LSM(R) trotz der Bezeichnung Landungsschiff bzw. Landungsunterstützungsschiff um Boote, das heißt um Fahrzeuge mit einem Kommandanten, der die Disziplinargewalt eines Kompaniechefs innehatte. Die Kommandanten führten den Dienstgrad Kapitänleutnant.

### Eidechse-Klasse

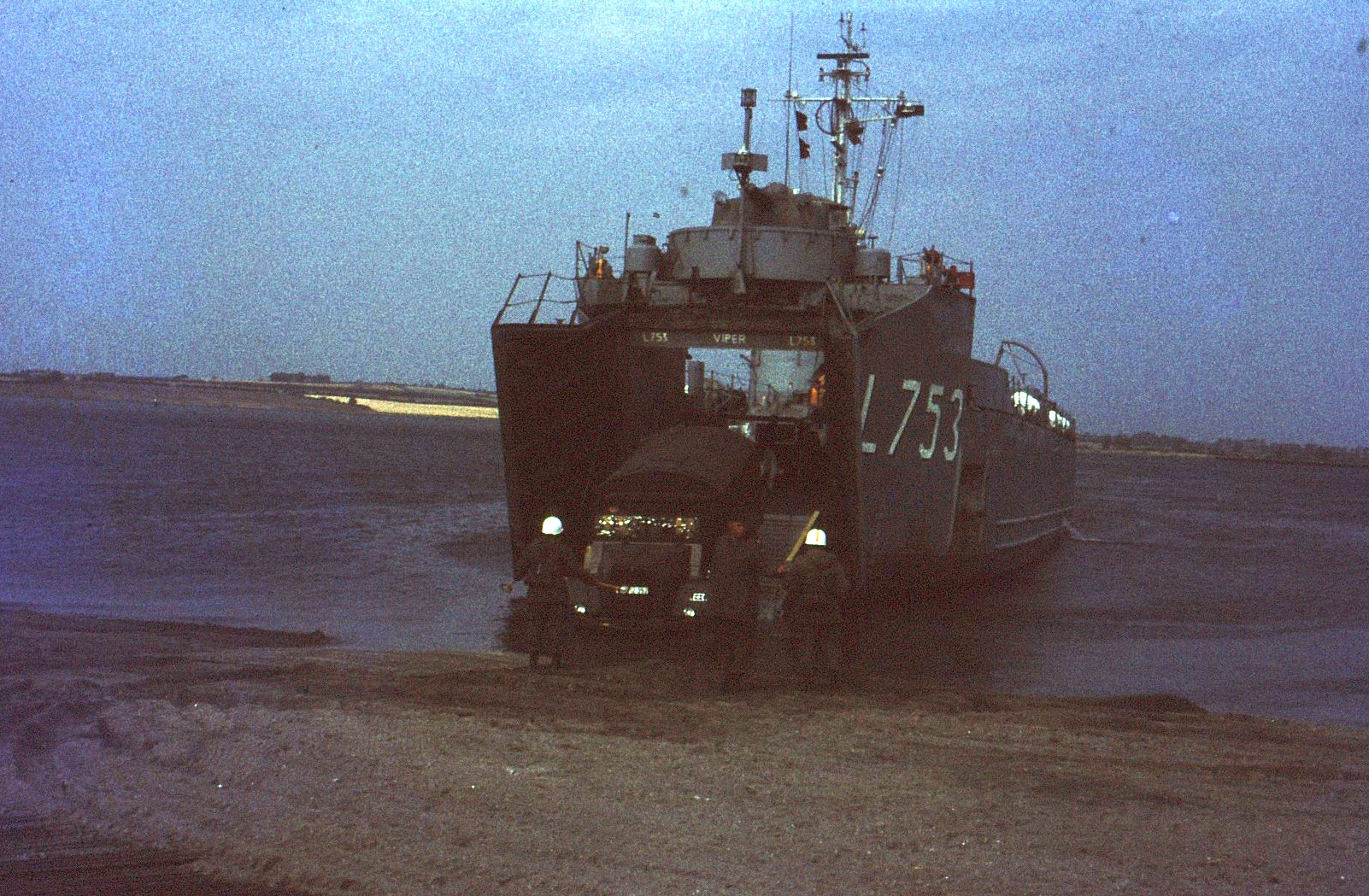
Landungsschiff Viper bei einer Übung 1966

Die LSM 491, 537, 553 und 558 erhielten die Namen Eidechse, Krokodil, Salamander und Viper, die Klassenbezeichnung war Eidechse-Klasse (Landungsschiff Klasse 550). Alle Schiffe waren 1946 in die Reserve genommen worden.
Die Schiffe wurden nach und nach deutschen technischen Standards angepasst und erhielten unter anderem eine andere Elektrizitätsversorgung. Auch die Aufbauten wurden geringfügig verändert. Als Bewaffnung führten die LSM der Bundesmarine ein 40-mm-Zwillingsgeschütz. Die Reichweite wurde nach den Anpassungen mit 2500 sm bei 12 kn angegeben.
Die Krokodil wurde als Führungsschiff des Geschwaders in etwas größerem Umfang umgebaut. Es erhielt neben der Unterbringung für den Geschwaderstab einen größeren Sanitätsbereich und ein Hubschrauberlandedeck. Später erhielt die Krokodil eine längere Bugrampe, gleichzeitig wurden die Bugtore entfernt.
Die Besatzungsstärke betrug 50 Soldaten. Alle Schiffe wurden zwischen 1969 und 1973 außer Dienst gestellt und ausgesondert.

### Natter-Klasse
Die beiden LSM(R) Otter und Natter wurden als Natter-Klasse (Landungsunterstützungsschiff Klasse 551) bezeichnet, obwohl die Otter das Schiff mit der kleineren Rumpfnummer war. Die Bewaffnung in der Bundesmarine bestand aus acht 5-Zoll-Doppelraketenwerfern (127 mm), einem 5-Zoll-Geschütz (127 mm) und vier 40-mm-Geschützen in Doppellafetten. Die Reichweite betrug 2500 sm bei 12 kn. Die Besatzung bestand aus 100 Soldaten.

### Übersicht über die LSM/LSM(R) der Bundesmarine
| Name in der U.S. Navy   | Bauwerft                               | Dienstzeit in der U.S. Navy          | Deutscher Name (Rumpf-Nr.) | Dienstzeit in der Bundesmarine           | Verbleib | Bemerkungen                                                                                              |
| ----------------------- | -------------------------------------- | ------------------------------------ | -------------------------- | ---------------------------------------- | --- | --- |
| LSM-537                 | Brown Shipbuilding Co., Houston, TX.   | 3. November 1945 bis 24. Mai 1947    | Krokodil (L 750)           | 5. September 1958 bis 15. Dezember 1972  | 1976 verkauft an Pauns Marine Shipping Lloyd als Pipeline Carrier und später weiter veräußert                                         | Führungs- und Arztschiff                                                                                 |
| LSM-491                 | Brown Shipbuilding Co., Houston, TX.   | 30. April 1945 bis 27. November 1946 | Eidechse (L 751)           | 5. September 1958 bis 21. März 1973      | wie Krokodil | Teilnahme am Zweiten Weltkrieg anschließend Unterstützung der Besetzung Südostasiens und Dienst in China |
| LSM-553                 | Charleston Navy Yard, Charleston, S.C. | 6. September 1945 bis 19. April 1946 | Salamander (L 752)         | 5. September 1958 bis 14. Februar 1969   | 1970 zum Abbruch verkauft | |
| LSM-558                 | Charleston Navy Yard, Charleston, S.C. | 2. November 1945 bis 3. Juni 1946    | Viper (L 753)              | 5. September 1958 bis 14. März 1969      | 1970 in die Niederlande verkauft, dort als RO/RO-Fähre Duchess of Holland genutzt, 1973 Oil Dragon, 1986 Seacore, 1991/92 abgebrochen | |
| Smyrna River LSM(R)-532 | Brown Shipbuilding Co., Houston, TX.   | 12. Oktober 1945 bis 17. Juni 1946   | Otter (L 754)              | 5. September 1958 bis 15. September 1967 | 1971 verkauft, anschließend verschrottet                                                                                              | |
| Thames River LSM(R)-534 | Brown Shipbuilding Co., Houston, TX.   | 18. Oktober 1945 bis 25. April 1946  | Natter (L 755)             | 5. September 1958 bis 15. Dezember 1967  | wie Otter | |

## Verweise